# Aurelianus von Limoges

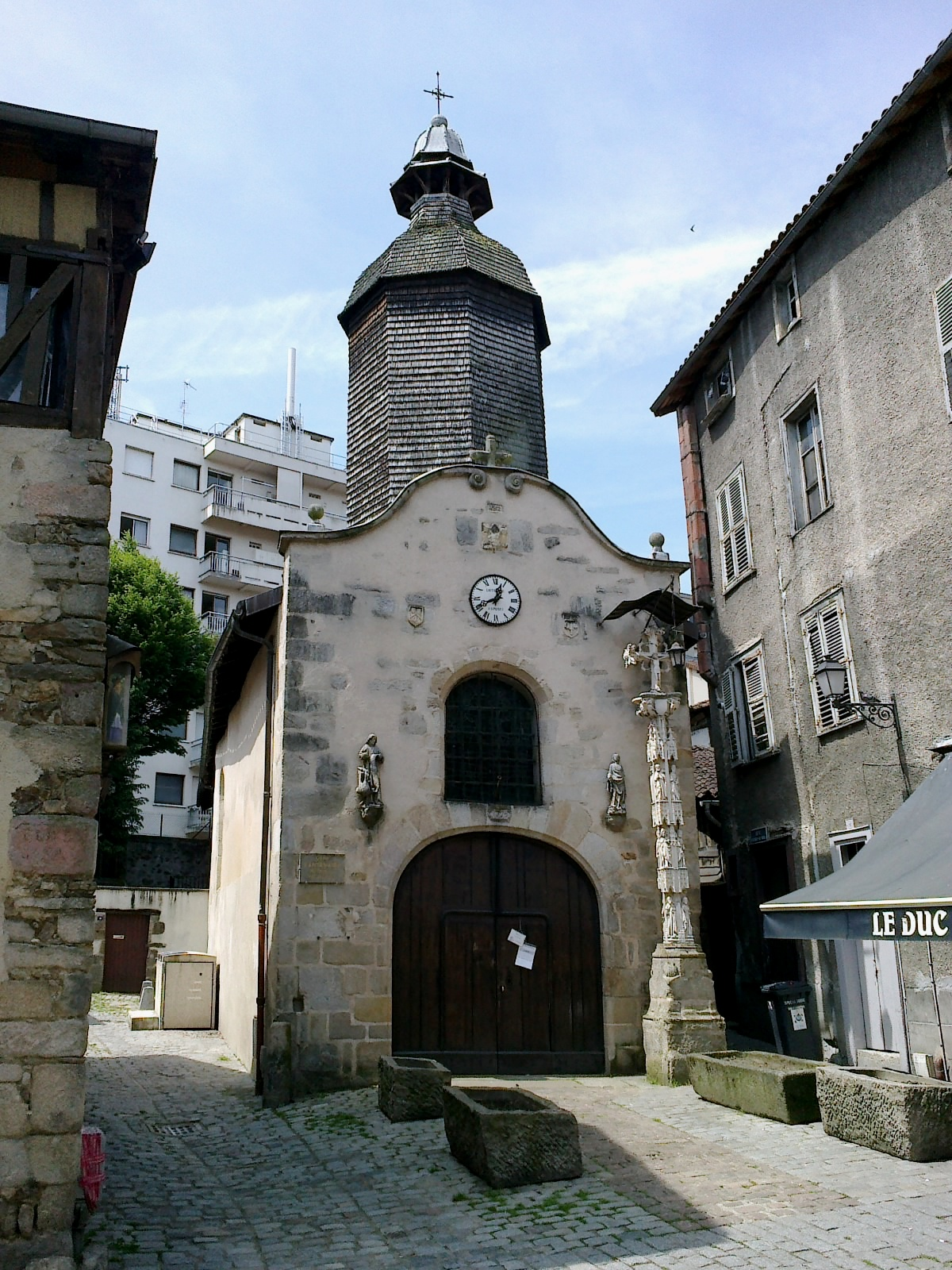
Aurelianus-Kapelle in Limoges

Aurelianus von Limoges war im 1. oder 3. Jahrhundert Bischof von Limoges; er war der Nachfolger des hl. Martial und wurde später von der römisch-katholischen Kirche als Heiliger verehrt. Sein Gedenktag ist der 10. Mai.

## Vita
Gemäß der Überlieferung war Aurelianus ein heidnischer Priester und somit ein Gegenspieler des Bischofs Martial, den er sogar ins Gefängnis zu bringen versuchte. Bei dem Unterfangen wurde er jedoch von einem Blitz getroffen und getötet. Martial erweckte ihn zum Leben und taufte ihn; später weihte er ihn zum Priester.
Angeblich verfasste Aurelianus später eine Vita des hl. Martial.

## Verehrung
Die Gebeine des Heiligen wurden im Jahr 1315 in einer Kirche vor den Mauern der Stadt aufgefunden. Im Jahr 1475 wurden sie in eine neu gebaute Kapelle innerhalb der Stadt transferiert (Translation). Alle sieben Jahre werden die Gebeine der Heiligen der Stadt während einer seit dem Jahr 994 nachgewiesenen Prozession (Ostensions limousines) durch das Stadtzentrum getragen.

## Darstellung
Bildnisse des Heiligen sind nicht bekannt.